# Nils Berlin
Nils Edvard Berlin, född 23 januari 1888 i Lyngby församling, Malmöhus län, död 7 januari 1928, var en svensk tidningsman. Han var bror till Hjalmar Berlin och Herved Berlin.
Berlin gick sju klasser i Lunds katedralskola, var medarbetare i Skånes Nyheter 1907, i Helsingborgs Dagblad 1907–1908, i Helsingborgs-Posten 1908–1913, i Öresundsposten 1913–1919, i Helsingborgs Dagblad 1919 och huvudredaktör för Skånska Dagbladet från 1919 till sin död.
Berlin var korrespondent till ett flertal svenska tidningar, svensk delegat vid första germanska bondekongressen i Karlsbad 1920, initiativtagare till Margaretamonumentet i Helsingborg 1920, i tredje svenska kulturmässan i Malmö 1921, till landsinsamlingen för Loshultsbrandens offer 1921 m.m.